# Georges Iskandar
Georges Iskandar BS (ur. 4 lutego 1968 w Ain El Mir) – libański duchowny melchicki, arcybiskup Tyru od 2022.

## Życiorys
Święcenia kapłańskie otrzymał 11 lipca 1998 w zakonie Bazylianów Melkitów Najświętszego Zbawcy. Po święceniach i studiach w Kanadzie został rektorem niższego seminarium zakonnego, a następnie pełnił funkcje wikariusza generalnego zgromadzenia oraz przewodniczącego sądu kościelnego.
Synod Kościoła melchickiego wybrał go arcybiskupem Tyru. 20 sierpnia 2022 papież Franciszek zatwierdził ten wybór. Sakry udzielił mu 8 października 2022 melchicki patriarcha Antiochii – arcybiskup Youssef Absi.